# Ewald Oppermann
Ewald Oppermann, född 25 februari 1896 i Königsberg (nuvarande Kaliningrad), död 29 januari 1965 i Bad Pyrmont, var en tysk Obergruppenführer i Nationalsozialistisches Fliegerkorps (NSFK). Under andra världskriget var han mellan 1941 och 1944 generalkommissarie för Generalbezirk Nikolajew i Reichskommissariat Ukraine.

## Biografi
Oppermann var till yrket murare. Under första världskriget ingick han i Tyska kejsarrikets flygtrupper och sårades i september 1917.

### Andra världskriget
Efter andra världskrigets utbrott i september 1939 blev Oppermann chef för pilotskolan i Seerappen (i dagens Kaliningrad Oblast) och året därpå förste generalstabsofficer vid Lehrgeschwader 1, en av Luftwaffes flygflottiljer. Den 22 juni 1941 anföll Tyskland sin tidigare bundsförvant Sovjetunionen och inledde därmed Operation Barbarossa. I september samma år inrättades Reichskommissariat Ukraine och Oppermann utsågs till generalkommissarie för Generalbezirk Nikolajew ("Generaldistrikt Mykolajiv"); Oppermann var på denna post underordnad rikskommissarie Erich Koch. Oppermanns distrikt innefattade tretton Kreisgebiete: Alexanderstadt, Alexandria-Ingulez, Alexandrowka, Cherson, Dobrinez, Dolinska, Gaiworon, Kirowograd, Nikolajew, Nowibug, Nowo-Mirogorod, Perwomaisk och Wosnessensk. Som generalkommissarie var Oppermann ansvarig för förföljelsen av och massmordet på den judiska befolkningen i Generalbezirk Nikolajew.
I andra världskrigets slutskede greps Oppermann och internerades i lägret Neumünster.